# Mobilier de la chambre de Mme Guimard
Le mobilier de la chambre de Mme Guimard est un ensemble de meuble de style Art nouveau réalisé à partir de 1909 par l'architecte lyonnais Hector Guimard, et aujourd'hui conservé au musée des Beaux-Arts de Lyon.

## Historique
En 1909, Hector Guimard se marie avec l'artiste américaine Adeline Oppenheim et achète cette même année un terrain au no 122 avenue Mozart, dans le 16e arrondissement de Paris, sur lequel il fait construire l'hôtel Guimard, un hôtel particulier de trois étages pour répondre à leurs exigences : il y installe ainsi à la fois son cabinet d’architecture au rez-de-chaussée, les pièces de vie sur les niveaux intermédiaires, l’atelier de peinture de son épouse au troisième et dernier étage, ainsi qu’une galerie d’exposition de ses modèles anciens et de son œuvre. La chambre à coucher se trouvait dans l’angle du deuxième étage.
Jusqu'en 1912, Hector Guimard conçoit l'intégralité du décor intérieur, en harmonie avec l’architecture du bâtiment, et réalisé dans un style Art nouveau s'inspirant du monde végétal : carrelage, moquettes, luminaires, papiers peints, rideaux, linge de table, bibelots, etc. Il s’agit ainsi d’une œuvre d’art totale, de l’architecture à l’aménagement intérieur, alliant beaux-arts et arts appliqués. Hector Guimard conçoit cet hôtel comme le manifeste de son propre style, qui sera ensuite qualifié de « style Guimard »,.
En 1930, les époux Guimard quittent l’hôtel de l'avenue Mozart. Mais dès 1937, des correspondances montrent qu’Hector Guimard portait le désir de faire de leur ancienne demeure, qu’il avait entièrement réalisée, un musée consacré à l’Art Nouveau.
En 1942, à la mort de son époux, Adeline Oppenheim Guimard reprend le projet depuis les États-Unis.
En 1948, elle rentre à Paris, dans le but de faire don à l’État français, sa patrie d’adoption, de l’hôtel de la rue Mozart. Mais elle se heurte au refus de l’État et de plusieurs institutions. L’immeuble est vendu, et l'épouse de l'architecte se résigne, sur les conseils de Jean Vergnet-Ruiz, inspecteur des musées de province, à disperser le mobilier de l’hôtel dans divers musées.
Ainsi, elle propose de donner l’ensemble de sa chambre à coucher au musée des Beaux-Arts de Lyon, ville natale d'Hector Guimard. Le musée de l'École de Nancy, ville majeure de l'Art Nouveau, reçoit plusieurs pièces, notamment le bureau, et le Petit Palais de Paris hérite de la salle à manger,.

## Description

### Le mobilier présenté au musée des Beaux-Arts de Lyon
Dès 1926, le musée des Beaux-Arts de Lyon ouvre, à la suite de nombreuses acquisitions de cet ordre, une salle consacrée aux « Arts décoratifs modernes », sans équivalent dans les autres musées français de l’époque. C’est en 1948 que l’Art Nouveau y prend sa place, lorsque le don de Madame Guimard est accepté pour entrer dans les collections, alors que René Jullian est conservateur du musée (de 1933 à 1963). Le musée des Beaux-Arts de Lyon, ville natale de l’artiste, a immédiatement accordé un soin particulier à la présentation du décor. La chambre Mme Guimard fait aujourd’hui partie du parcours « Chef-d’œuvre » proposé par le musée.
Le mobilier est présenté dans une salle du Département des Arts Décoratifs, et est et est fidèle à l’ensemble d’origine, à l'exception du lustre et de l'applique en verre qui se trouvaient originellement dans le salon de l'hôtel,.
L’ensemble est achevé d’installer dans les salles du musée trois ans après le don, en 1951. Quelques modifications ont été apportées à la première mise en place sur recommandations de Mme Guimard adressées à René Jullian. Elle souhaite en effet que la présentation du mobilier soit au plus près de l’harmonie d’ensemble créée originellement par son époux dans leur hôtel particulier, et qui constituait l’œuvre même, dans sa globalité, et le génie de Guimard.
En 1975, l’ensemble est placé en réserves.
Une nouvelle présentation sur un plateau surélevé, parmi les murs gris, a ensuite été instituée par le conservateur en chef Philippe Durey : « Dans un ensemble de salles d’objets d’art qui ont leur unité avec un enduit gris, on a présenté les meubles sur un plateau à peu près en position mais sans chercher à retrouver l’exacte disposition de la chambre, on a essayé de faire quelque chose qui soit le plus harmonieux possible, mais on n’a pas voulu jouer le côté period-room qui n’aurait pas collé du tout avec le reste des salles ».
Des ouvertures larges permettent au visiteur d’apprécier les différents éléments du mobilier.
L’espace présente également une Coupe de jardin réalisée par Hector Guimard vers 1905 et issue des Fonderies de Saint-Dizier, ainsi qu’une Glace de cheminée Wagner, datée vers 1910 et réalisée par Gustave Serrurier-Bovy, architecte belge, également figure majeure de l’Art Nouveau.

### Le style[8]
La chambre à coucher de Madame Guimard est un véritable manifeste de l’Art Nouveau et du style Guimard dans sa forme aboutie : un jeu de courbes et de contre-courbes mais peu accentué. La ligne « coup de fouet » et la relative asymétrie qui caractérisaient ses premières créations évolue ici vers davantage de souplesse qui harmonise la structure et le décor. L’homogénéité de ton entre les différentes matières et textures permet aux meubles de se fondre dans l’ensemble.
La maîtrise d’Hector Guimard s’exprime ici dans la fluidité des articulations entre les lignes, le raffinement de la nervation, du ciselé, et du décor sculpté, suivant l’inspiration végétale caractéristique de Guimard mais aussi de l’Art Nouveau.
Guimard « chiffre » également les sièges d’un O et d’un G entrelacés, désignant le nom de famille de son épouse et le sien-même. Les motifs de coquilles, les décors d’entrelacs et les fines nervures trouvent sur les bois fruitiers un support sensuel.
Le bureau de Madame Guimard est caractérisé par une finesse de lignes dynamiques, tandis que le lit, bien que plus massif, présente le même dynamisme stylistique.
Alliance réussie du fonctionnel et du décoratif, cette chambre, ainsi que la salle à manger conservée au Petit Palais à Paris, constitue l’un des plus importants ensembles conservés de l’œuvre mobilier de Guimard.
L'ensemble du mobilier fait preuve de finesse et de légèreté,.

### Les matériaux
Le don de Madame Guimard en 1948 est constitué de 28 pièces : des pièces de mobilier telles que le lit, la coiffeuse, le bureau, les tables de chevet, la banquette, les fauteuils. Le bois de poirier est utilisé pour la réalisation des meubles et l’érable moucheté pour les placages. L’utilisation des bois fruitiers s’accorde avec les formes souples des réalisations de l’architecte. "Le poirier semble répondre parfaitement à son graphisme par sa couleur, par son grain et par sa luminosité, il lui donne un dynamisme fluide, presque vivant".
Le don comprend aussi des tentures telles que le baldaquin et les rideaux, les portières (rideaux de portes), la tête de lit et le dessus de lit. Enfin l’ensemble comprend également les luminaires : le lustre et les appliques. Pour ces dernières pièces, il emploie le bronze et le verre.

### Le tableau d'Adeline Oppenheim
Le don de Madame Guimard comprenait également un de ses tableaux, bien que celui-ci ne se trouvait pas dans la chambre de celle-ci à l’hôtel rue Mozart. Le tableau est installé au-dessus du bureau de Madame Guimard et représente un nu féminin assis. Cette œuvre est une huile sur toile intitulée Nu, de 131 x 114 cm, non datée,.
Adeline Oppenheim Guimard, était en effet une peintre américaine reconnue aux États-Unis.

### La restauration de la chambre
Le dossier d’œuvre du musée mentionne qu’une restauration de l’ensemble des éléments du don a été nécessaire, relativement à des activités de nettoyage, de restauration et de tissage. Les tissus étaient les éléments ayant été le plus atteint par une exposition prolongée à la lumière et à la poussière. Les meubles, eux, avaient été moins endommagés mais leur garnissage nécessitait une restauration et une nouvelle soierie de la maison Prelle leur a été appliquée.
Cette restauration a pu être menée à bien grâce au concours de plusieurs mécènes dont le Conseil Supérieur du Mécénat Culturel et des sociétés SORIM, UTEI CARROT-CHEVALIER, MICHEL BROCHIER, CHARVET Imprimeurs sur l’initiative de Mécènentreprise,,.

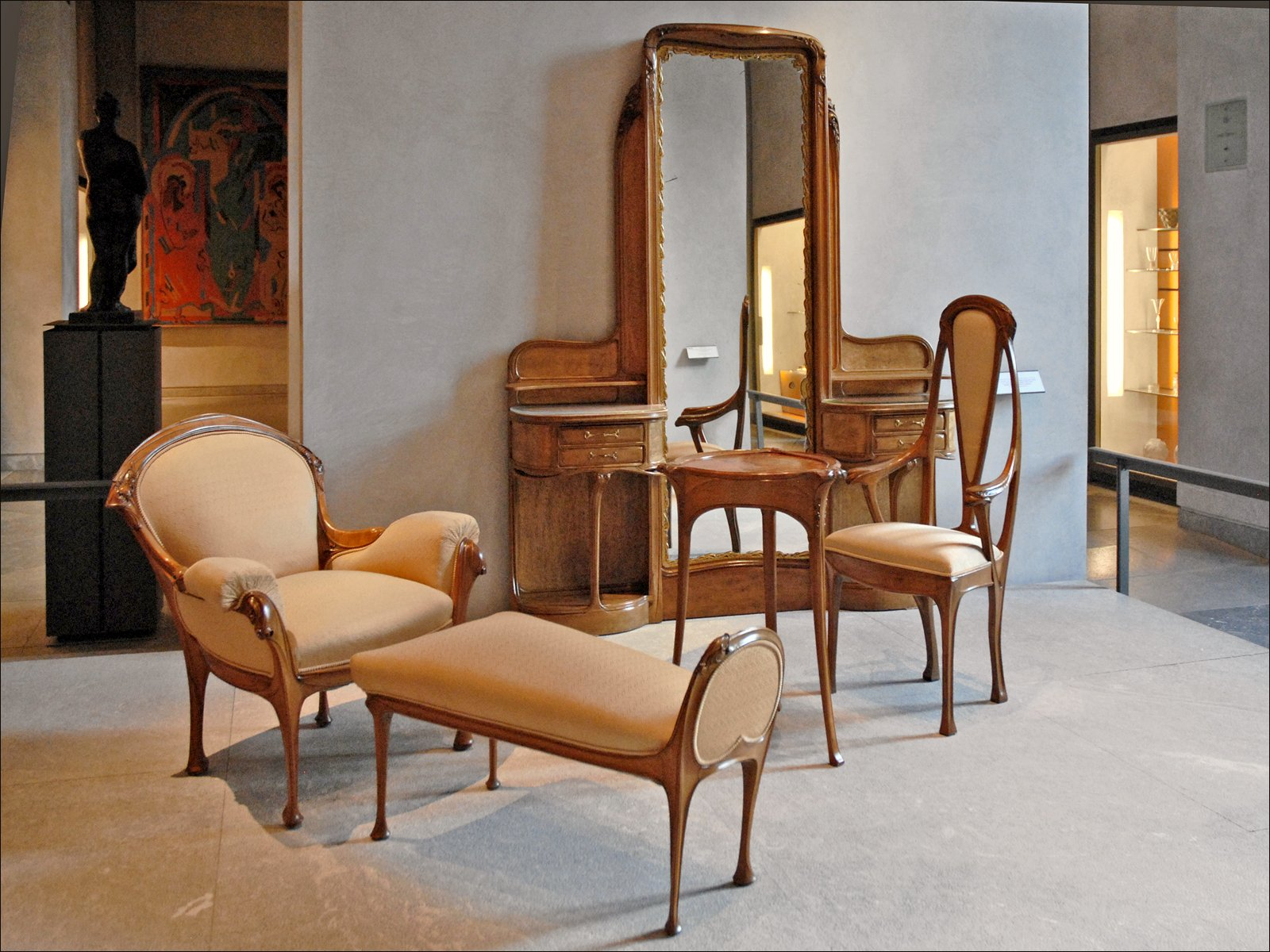
Chaises et coiffeuse au miroir.
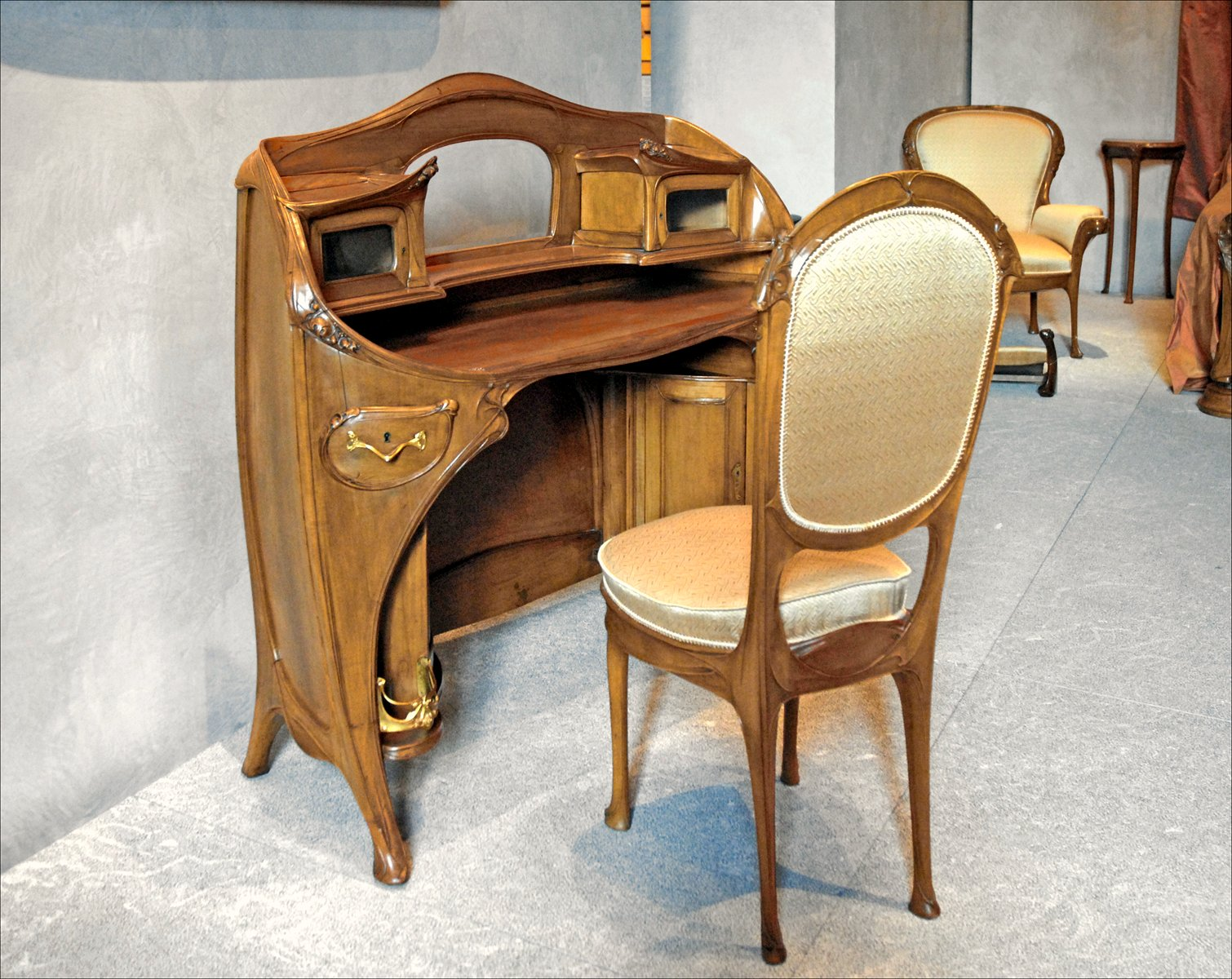
Chaises et bureau.
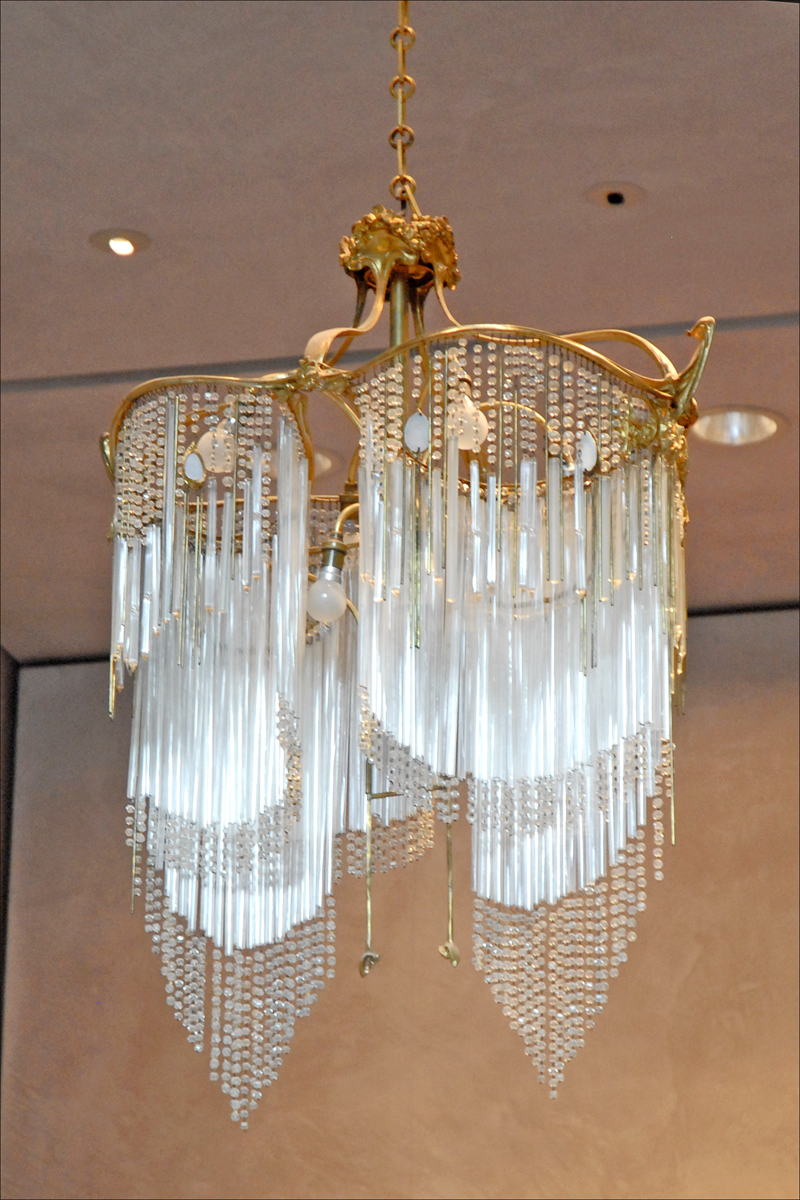
Lustre.
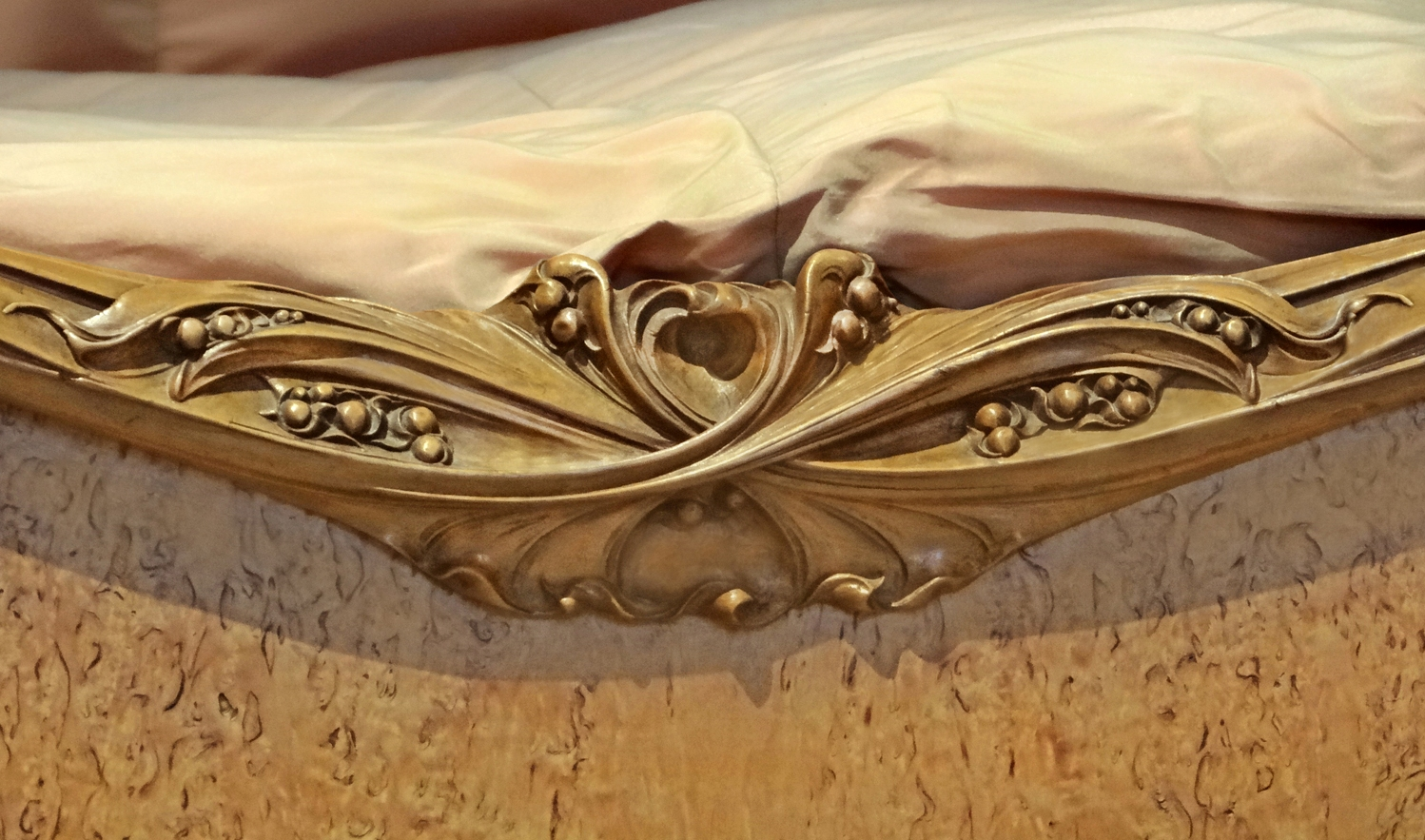
Détail du décor du lit.
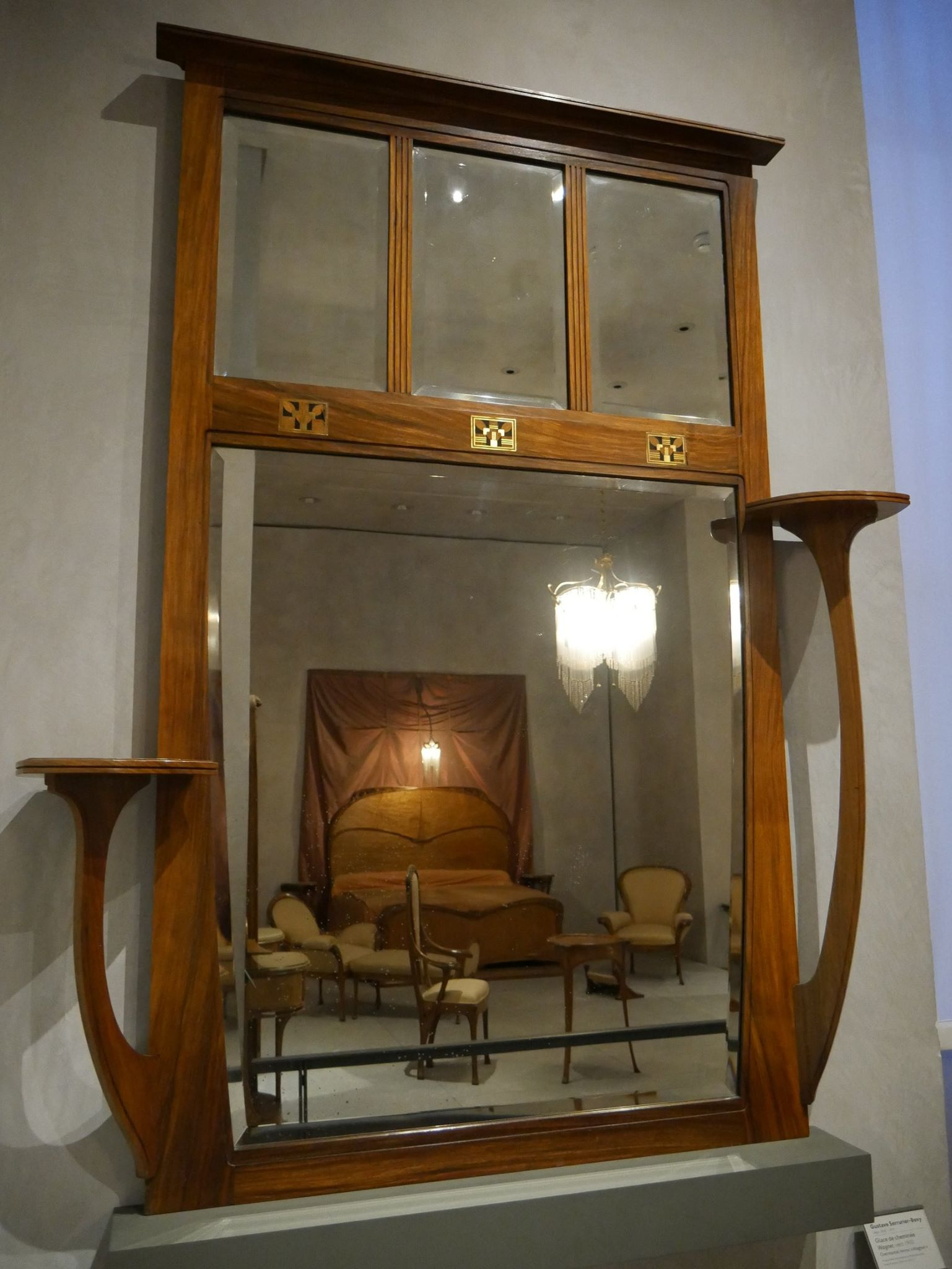
Gustave Serrurier-Bovy, Glace de cheminée "Wagner", vers 1910.
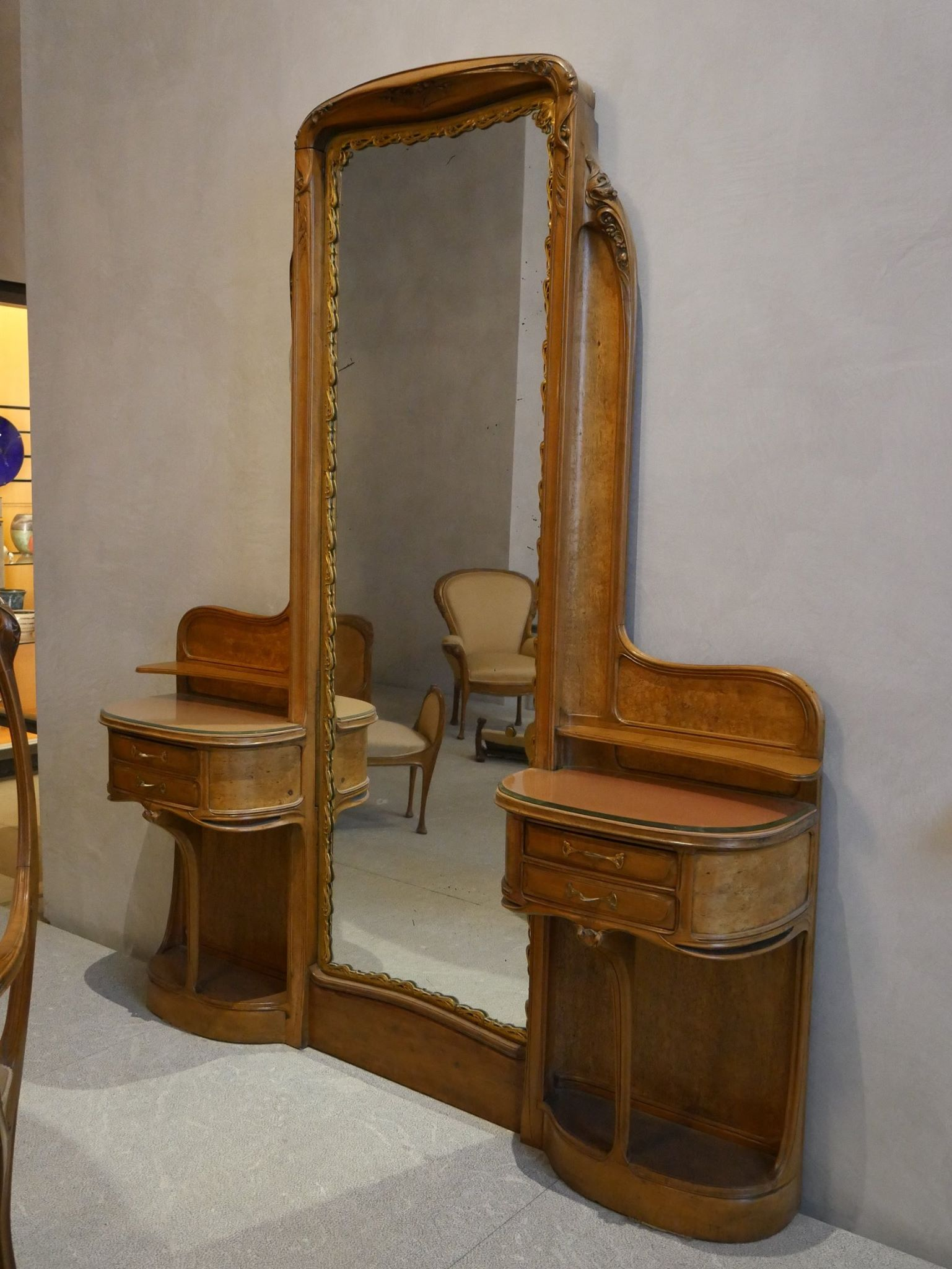
Détail de la coiffeuse.
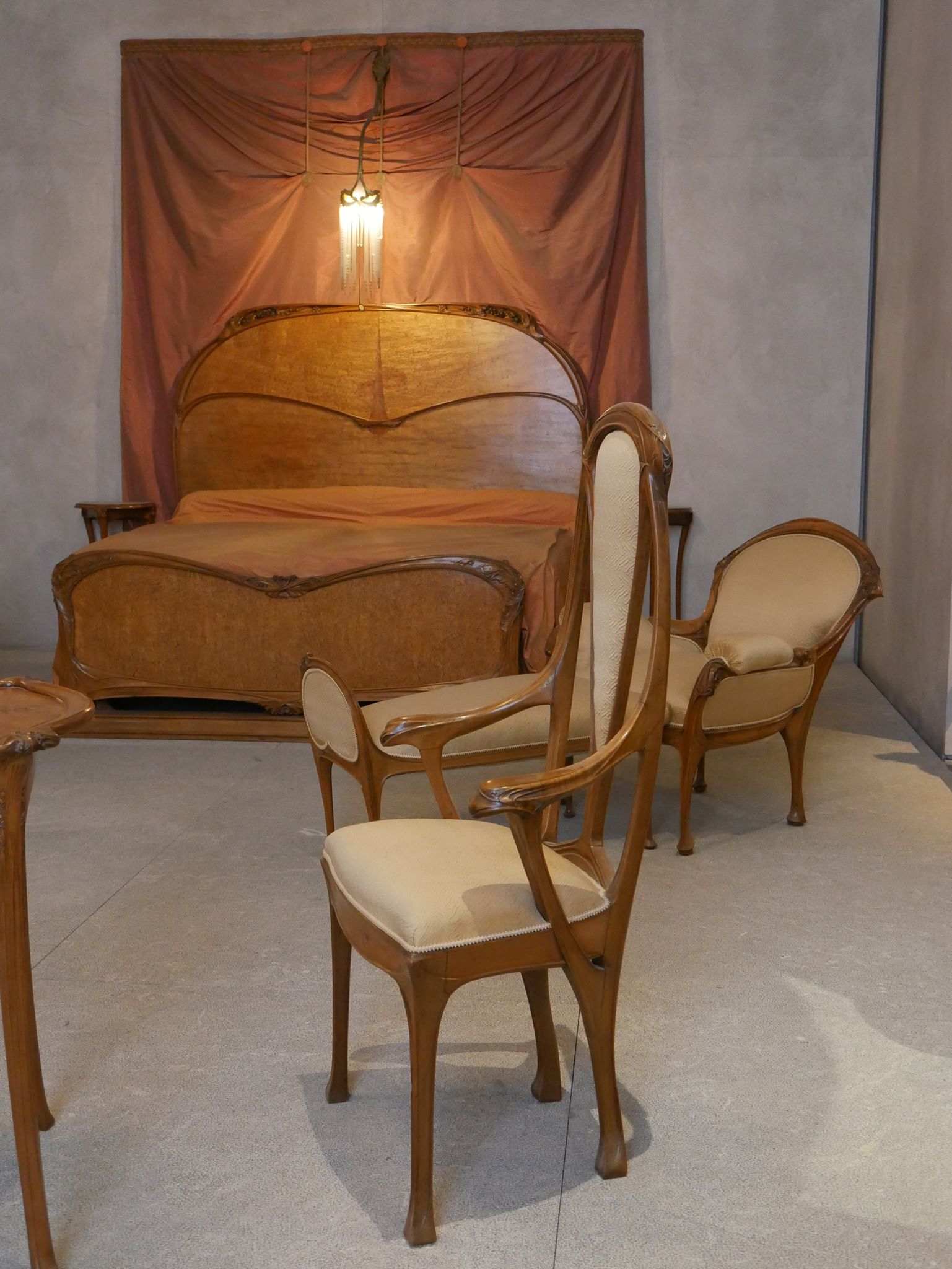
Vue de la chambre de Madame Guimard.
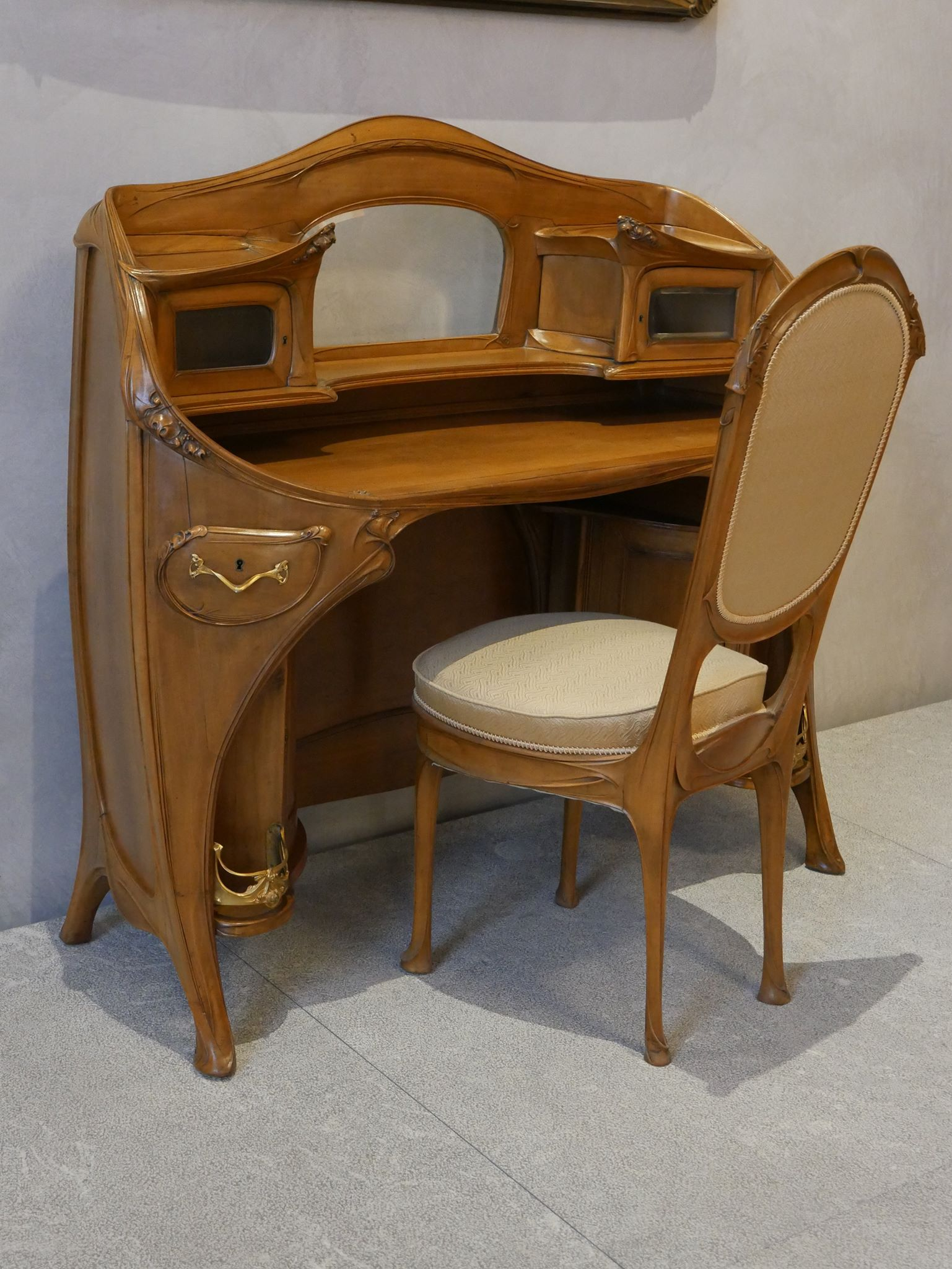
Bureau.
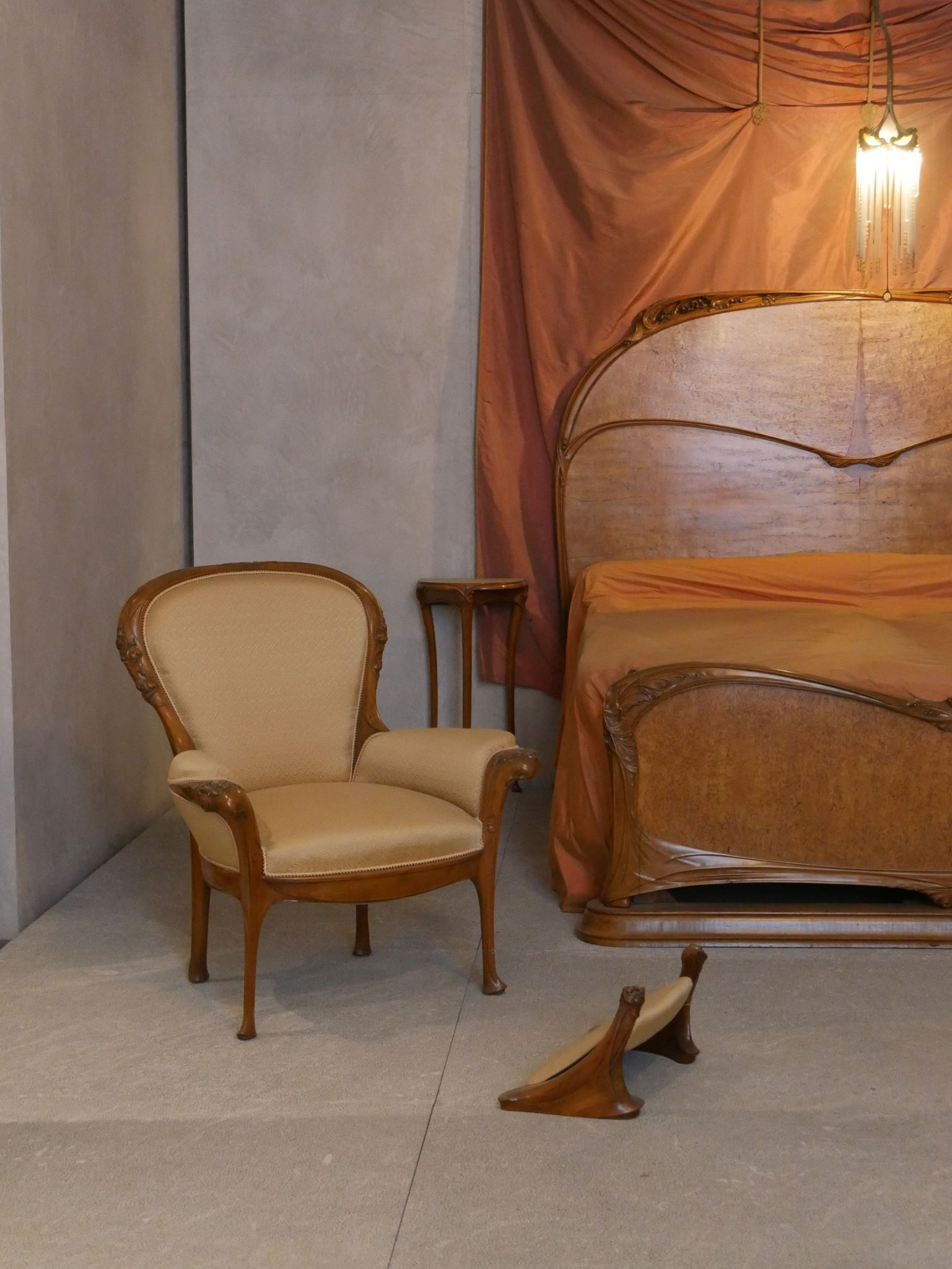
Fauteuil et lit.
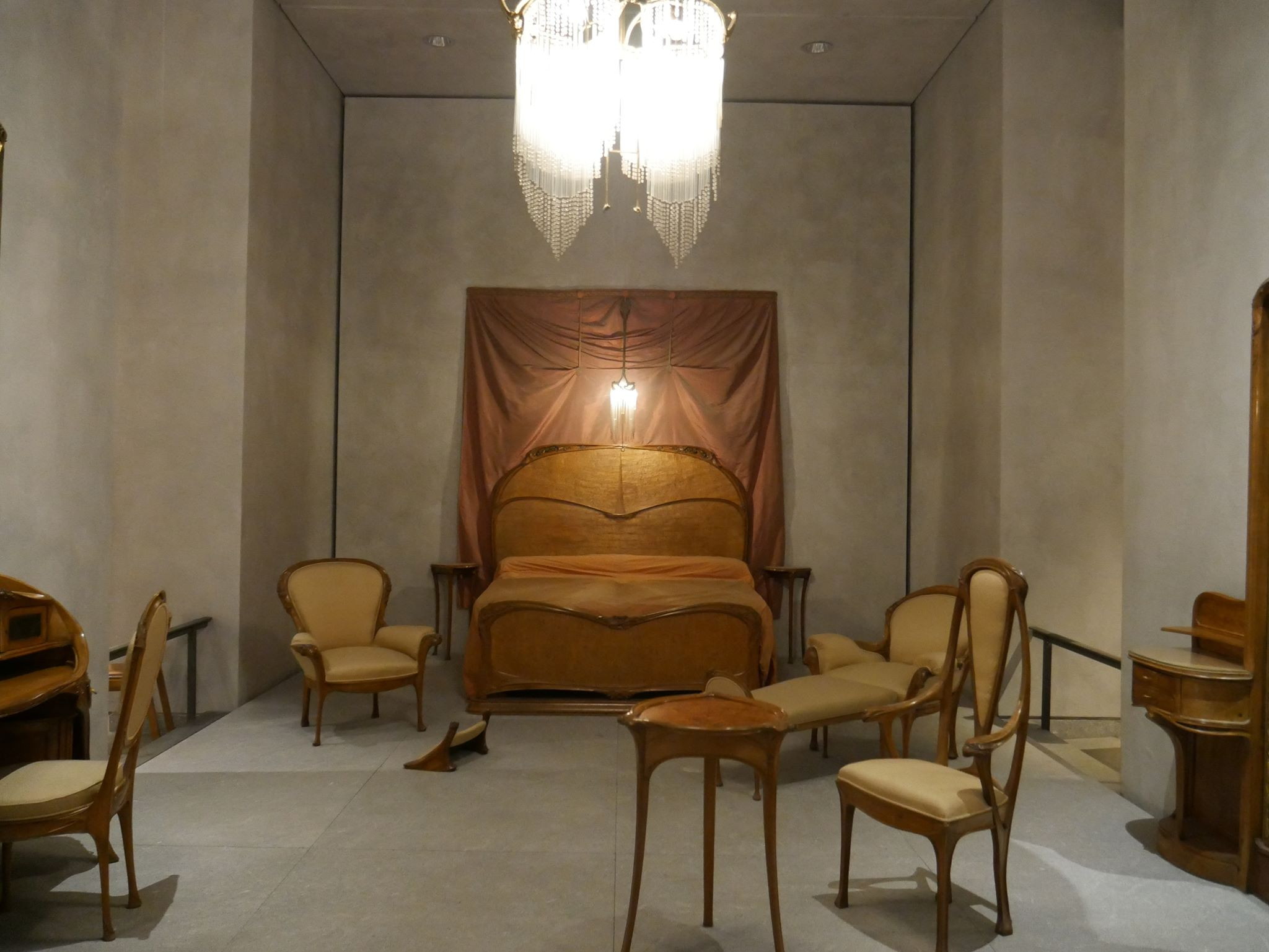
La salle du musée des Beaux-Arts de Lyon présentant la chambre de Madame Guimard.
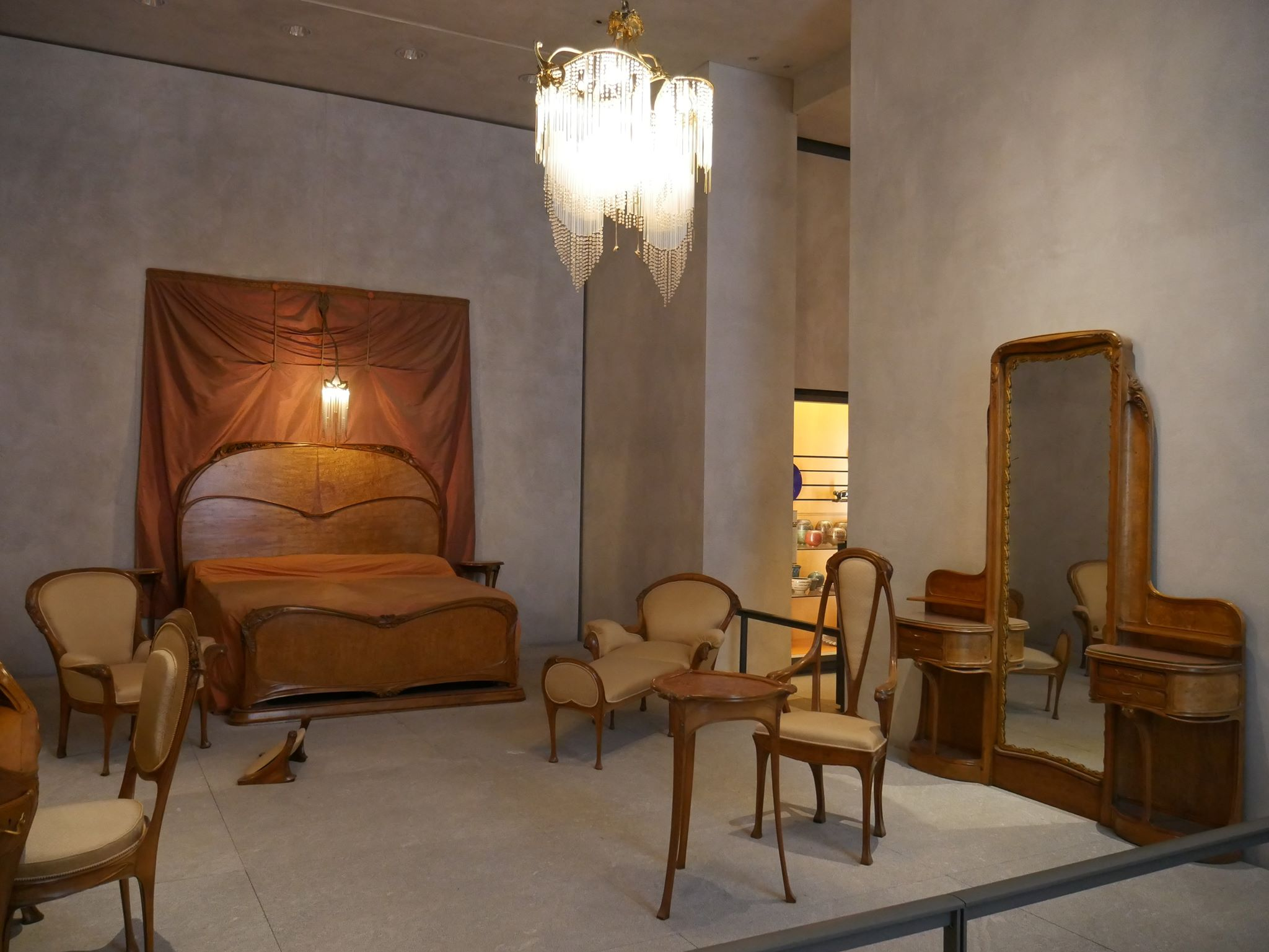
La salle du musée des Beaux-Arts de Lyon présentant la chambre de Madame Guimard.
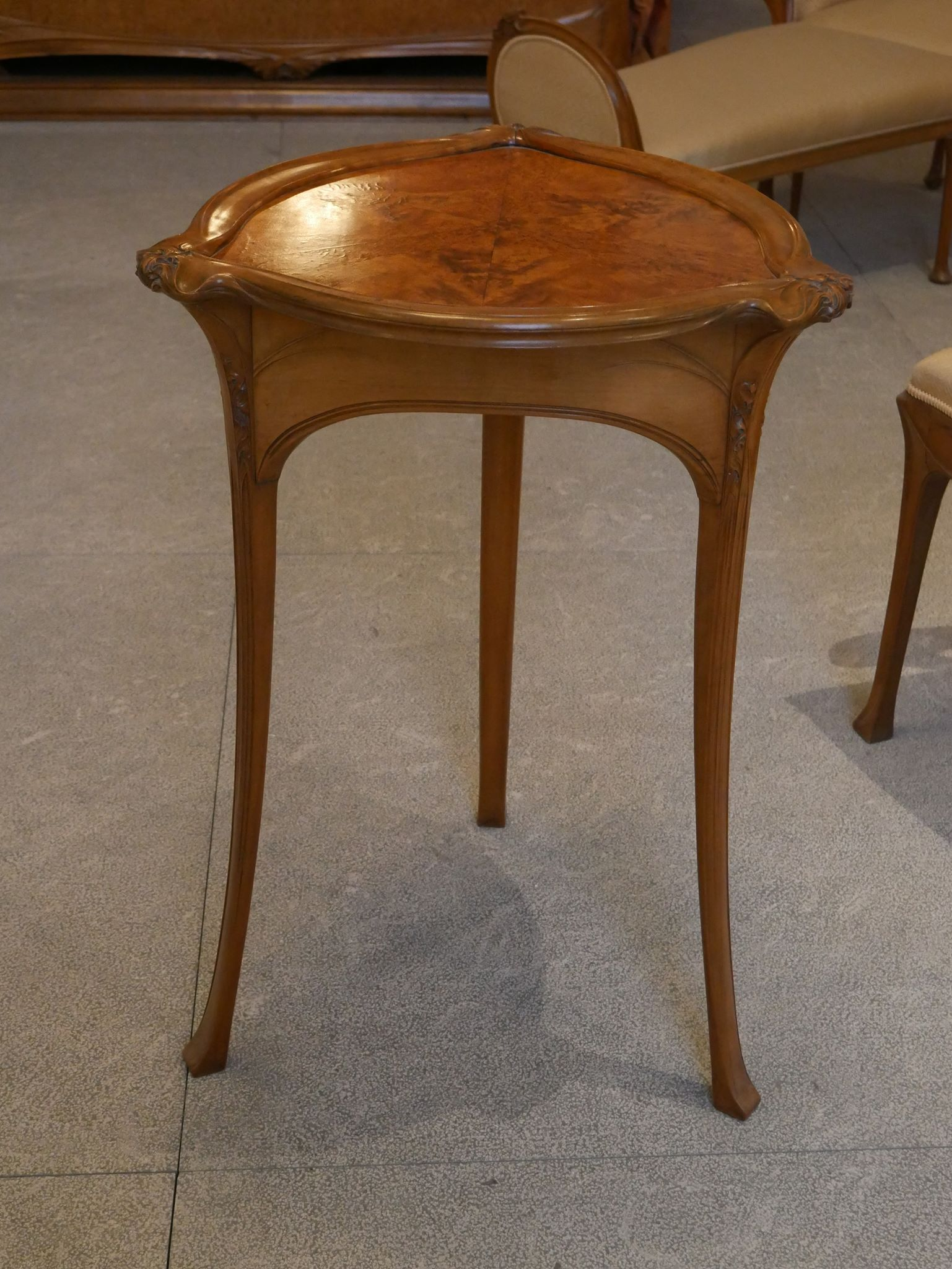
Guéridon.
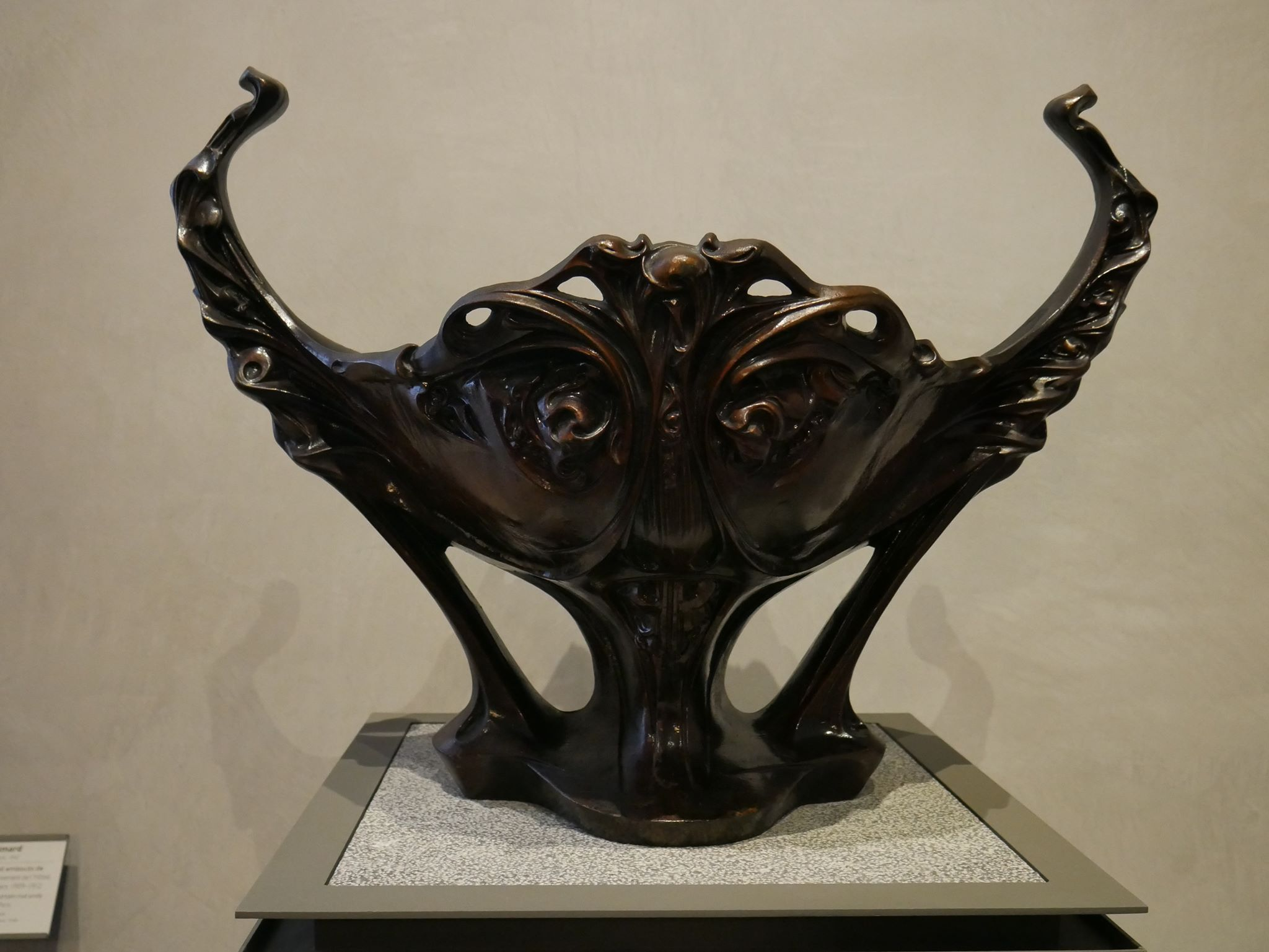
Coupe de jardin présentée dans la même salle.